# Axtla de Terrazas
Axtla de Terrazas är en kommun i Mexiko.   Den ligger i delstaten San Luis Potosí, i den centrala delen av landet, 220 km norr om huvudstaden Mexico City. Antalet invånare är 32 721. Arean är 188 kvadratkilometer.
Terrängen i Axtla de Terrazas är varierad.
Följande samhällen finns i Axtla de Terrazas:
- Villa Terrazas
- Temalacaco
- Tenexio
- Coatzontitla
- Rancho Nuevo
- Las Cuevas
- Chimalaco
- Xoloco
- Copalo
- Ahuacatitla
- Cuixcoatitla
- Ensenada
- Nuevo Ayotoxco
- La Garita
- Cuayo Cerro
- Santa Fe Texacal
- Arroyo de En Medio
- Michotlayo
- Barrio el Tamarindo
- La Libertad
- Mapotla
- Matlalapa
- Cuatecoyo
- Calcahual
- Cuayo Buenavista
- Barrio Santa Fe
- Coamízatl
- Fracción Ahuehueyo
- El Rincón
- El Cerro
- Barrio el Saucito
- El Progreso
- La Laja
- Chicaxtitla
- Zacayuhual